# Infinite (hudební skupina)
Infinite (stylizováno jako INFINITE; 인피니트, インフィニット) je sedmičlenná jihokorejská chlapecká kapela pod společností Woollim Entertainment, která také stojí za jinými talenty, jako například Epik High a Nell. Skupina se v současnosti skládá ze šesti členů: Sunggyu, Dongwoo, Woohyun, Sungyeol, L a Sungjong. Tato skupina je známá díky své vysoce synchronizované choreografii nebo pro takzvaný 'Scorpion Dance' v jejich klipu k písni "Before The Dawn". Zlomovým byl pro ně rok 2011, kdy se Infinite stávají čím dál více úspěšní a získávají popularitu jak v Jižní Koreji, tak v Japonsku.

## Kariéra

### 2010: First Invasion
V roce 2010 se Infinite poprvé objevili v reality show "You Are My Oppa", která představovala skupinu ještě před tím, než 9. června debutovali. Předvedli písně z jejich prvního EP First Invasion s písněmi "Come Back Again" a "She's Back"

### 2011: Evolution, Over the Top, a japonský debut
7. ledna 2011 skupina představila píseň Before the Dawn (BTD) z jejich druhého EP Evolution. Propagace BTD (Before the Dawn) skončily 17. února 2011, předvedením remix verze této písně.
Teaser pro jejich novou titulní píseň Nothing's Over, z jejich alba Inspirit, byl vydán 7. března 2011. Plná verze pak byla vydána 16. března 2011, před jejich comeback vystoupením při M! Countdown 17. března 2011, kde předvedli jak Nothing's Over, tak Shot. Poté Infinite pokračovali s propagacemi s jejich následující písní Can U Smile.
Jejich první album Over the Top bylo vydáno 21. července 2011 společně s videoklipem pro titulní píseň Be Mine (내꺼하자). Teaser pro tento videoklip byl poprvé vydán na jejich oficiálním webu o půlnoci 15. července, následován předpremiérou alba 20. července. Skupina měla svůj comeback 23. července 2011 při Show! Music Core. 16. září 2011 Infinite oznámili, že vydají repackage album alba Over The Top 26. září 2011. 22. září společnost Woolim Entertainment odhalila teaser klipu k Paradise, titulní písni tohoto repackage alba. 9. října se Infinite umístili na prvním místě při hudebním pořadu Inkigayo s písní Paradise. Poté Infinite vyhráli svou druhou trofej s touto písní 13. října při on M! Countdown. Sungyeol and L se účastnili módní přehlídky na Fashion Week v Soulu.
V listopadu 2011 se Infinite účastnili pořadu "Birth of a Family", kde se museli starat o tři psy.
Infinite debutovali v Japonsku se svou první japonskou písní To-Ra-Wa 26. ledna 2011. Ihned po vydání se jejich album 'Evolution' umisťuje na třetím místě v žebříčku prodejnosti v Koreji v reálném čase. Píseň se také stala číslem jedna pro vyzváněcí tóny denních žebříčků K-POP sekce japonského mobilního webu. Infinite oficiálně debutovali s japonskou verzí BTD (Before the Dawn)
Infinite vydali svou vánoční píseň "White Confession" 5. prosince 2011.

### 2012: Turné, individuální aktivity a comeback
Infinite měli první korejský koncert před zhruba 8000 fanoušky 11. a 12. února v Seoul Olympic Park v Songpa District, v Jižním Soulu. Koncert byl pojmenován Second Invasion, stejně jako debutové album této skupiny, First Invasion.
Lístky na tento koncert byly vyprodány deset minut poté, co byl zahájen online prodej 14. prosince. Byl vydán teaser pro tento koncert.
Dongwoo byl uveden v nové písni Baby Soul/Yoo Jia "She's a Flirt", vydané 18. ledna.
L byl obsazen do drama televize tvN "Shut Up Flower Boy Band", které se začalo vysílat 30. ledna.
Sunggyu a Woohyun uskutečnili svůj muzikálový debut v muzikálu "Gwanghwamun Sonata", hraném od 7. února do 11. března v LG Arts Center.
1. dubna se uskutečnil opakovaný koncert jejich prvního koncertu "Second Invasion". Koncert byl nazván "Second Invasion - Evolution". Prodej vstupenek byl zahájen 28. února a všech 10000 lístků bylo okamžitě rozprodáno.
Opakovaný koncert také získal partnerství s YouTube, který vysílal části tohoto koncertu do celého světa. Infinite se tak stali první K-pop skupinou, která kdy vysílala živě svůj koncert přes YouTube.
Infinite chystá na 15. července comeback s albem INFINITIZE
7. května Infinite vydali píseň zvanou Only Tears

## Členové
| Umělecké jméno      | Umělecké jméno | Rodné jméno         | Rodné jméno | Datum narození              |
| Přepsáno do latinky | Hangul         | Přepsáno do latinky | Hangul      | Datum narození              |
| ------------------- | -------------- | ------------------- | ----------- | --------------------------- |
| Sunggyu             | 성규           | Kim Sung Gyu        | 김성규      | 28. dubna 1989 (35 let)     |
| Dongwoo             | 동우           | Jang Dong Woo       | 장동우      | 22. listopadu 1990 (34 let) |
| Woohyun             | 우현           | Nam Woo Hyun        | 남우현      | 8. února 1991 (34 let)      |
| Hoya                | 호야           | Lee Ho Won          | 이호원      | 28. března 1991 (33 let)    |
| Sungyeol            | 성열           | Lee Sung Yeol       | 이성열      | 27. srpna 1991 (33 let)     |
| L                   | 엘             | Kim Myung Soo       | 김명수      | 13. března 1992 (32 let)    |
| Sungjong            | 성종           | Lee Sung Jong       | 이성종      | 3. září 1993 (31 let)       |

## Diskografie

### Korejská diskografie

#### Studiová alba
- 2011: Over the Top

#### Repackage alba
- 2011: Paradise

#### EP
- 2010: First Invasion
- 2011: Evolution

#### Singly
- 2011: Inspirit

#### Digitální singly
- 2010: She's Back
- 2011: White Confession (Lately)
- 2012: Only Tears

### Japonská diskografie

#### Singly
- 2011: BTD (Before the Dawn)
- 2012: Be Mine